# Cerylon klapperichi
Cerylon klapperichi is een keversoort uit de familie dwerghoutkevers (Cerylonidae). De wetenschappelijke naam van de soort werd in 1952 gepubliceerd door Schweiger.